# Śliwice (województwo kujawsko-pomorskie)
Śliwice (niem. Gross Schliewitz) – gminna wieś borowiacka w Polsce, położona w województwie kujawsko-pomorskim, w powiecie tucholskim, w gminie Śliwice, na trasie linii kolejowej Laskowice – Szlachta, na obszarze Borów Tucholskich, w pobliżu południowo-zachodniego skraju Kociewia. Miejscowość jest siedzibą gminy Śliwice. Według Narodowego Spisu Powszechnego (III 2011 r.) liczyła 2464 mieszkańców. Jest największą miejscowością gminy Śliwice.

## Integralne części wsi
| SIMC    | Nazwa     | Rodzaj    |
| ------- | --------- | --------- |
| 0996927 | Golgota   | część wsi |
| 0097637 | Kocknieja | część wsi |

## Historia
Wieś wzmiankowano już w XIII w. W połowie XV wieku zapisana jako Sleybitcz. Od czasów Batorego występowała w źródłach jako Śliwicze. Nazwa wsi pochodzi prawdopodobnie od porastającej niegdyś obficie polany śródleśne dzikiej śliwy tarniny, której gałązka widnieje obok jeleniego rogu w herbie gminy.
Od pierwszej połowy listopada 1906 r. do co najmniej 27 lutego 1907 r. w miejscowej szkole elementarnej trwał strajk dzieci przeciwko nauczaniu religii w języku niemieckim. Z uczestników strajku znane są nazwiska następujących dzieci: Szamoccy, Kruk, Węsierski, Skoroszewski, Lomnitz, Gliniecki, Grzonka. Strajk był elementem znacznie większej akcji biernego oporu wobec pruskich władz szkolnych, która na przełomie 1906 i 1907 r. objęła ponad 460 (!) szkół w prowincji Prusy Zachodnie, czyli przedrozbiorowe Pomorze Gdańskie, Powiśle, ziemię chełmińską i ziemię lubawską oraz część Krajny. Inspiracją dla strajków pomorskich były wcześniejsze działania dzieci w prowincji wielkopolskiej, ze słynnym strajkiem we Wrześni (1901) na czele.
W 1942 roku okupanci niemieccy dokonali zmiany nazwy miejscowości na Schliewitz. W 1945 niemieckim komendantem miejscowości był Austriak z Wiednia Alois Hrudyczka, który przed wojną odbywał wyrok więzienia za zorganizowanie antyhitlerowskiego strajku w Torgau, a w 1945 pomagał uciekinierom z niemieckich więzień i obozów ewakuacyjnych. Wieś została zdobyta przez jednostki Armii Czerwonej 18 II 1945.

## Przynależność administracyjna
- 1878–1920 – prowincja Prusy Zachodnie
- 1920–1939 – województwo pomorskie
- 1939–1945 – Okręg Rzeszy Gdańsk-Prusy Zachodnie
- 1945–1950 – województwo pomorskie
- 1950–1975 – Województwo bydgoskie (1950–1975)
- 1975–1998 – Województwo bydgoskie (1975–1998)
- od roku 1999 – Województwo kujawsko-pomorskie

## Zabytki
- Neogotycki kościół św. Katarzyny Aleksandryjskiej z lat 1830–1833 – najstarszy i najbardziej znany zabytek Śliwic. Miejscowy kościół (parafia) był już wzmiankowany w 1339 r. W roku 1902 został rozbudowany przez długoletniego proboszcza śliwickiego – ks. Stanisława Sychowskiego. Z jego inicjatywy w roku 1908 przy kościele wzniesiono wierną replikę groty objawień z Lourdes. W wyposażeniu kościoła znajduje się barokowy, dwukondygnacyjny ołtarz główny z 2. połowy XVII wieku z obrazem Matki Boskiej z Dzieciątkiem oraz obrazem Matki Boskiej Bolesnej w retabulum,  pochodzący z wcześniejszej świątyni (podobnie jak dwa renesansowe dzwony), neogotyckie konfesjonały, ławy, ambona i chrzcielnica z połowy XIX wieku.
- Ruiny kościoła ewangelickiego wzniesionego w latach 1896–1897 i funkcjonującego do roku 1945, znajdujące się po prawej stronie drogi do Tucholi.

## Sport
W Śliwicach funkcjonuje Gminny Klub Sportowy Victoria Śliwice. Został on utworzony w 1946 roku jako Ludowy Zespół Sportowy Śliwice. Posiada stadion gminny o pojemności 400 widzów, z boiskiem o wymiarach 102 x 55 m. W sezonie 2006/2007 wywalczył awans do V ligi, gdzie grał przez 3 kolejne sezony. W pierwszym sezonie rozgrywki zakończyła na 13. miejscu, zdobywając łącznie 28 pkt (bilans: 8 zwycięstw, 4 remisy i 18 porażek). Klub reaktywowany w roku 2016, po kilkuletniej przerwie, bierze udział w rozgrywkach B klasy (grupa: Bydgoszcz II).

## Urodzeni w Śliwicach
- Paweł Ossowski – polski polityk, adwokat, filomata pomorski, doktor prawa, działacz narodowy ziemi pomorskiej z ramienia Stronnictwa Narodowego, senator w II RP[10].